# دنيس موريس
دنيس موريس (بالإنجليزية: Dennis Morris)‏ هو لاعب كرة قدم أمريكية أمريكي، ولد في 15 فبراير 1987.

## وصلات خارجية
- دنيس موريس على موقع مرجع كرة القدم المحترفة.كوم (الإنجليزية)